# Dore Ashton
Dore Ashton (21 de Maio de 1928 - 30 de Janeiro de 2017), foi uma professora e crítica de arte moderna e contemporânea, nascida em Newark, Nova Jérsei.

## Biografia
Foi autora de mais de 30 livros de arte, incluindo Noguchi East and West, About Rothko, American Art Since 1945, The New York School: A Cultural Reckoning e Picasso On Art. Ashton também cooperou com várias outras publicações, como Art Digest. Além disso, trabalhou como crítica de arte no jornal, New York Times. Ashton foi uma das maiores críticas nova-iorquinas que advogou a Escola de Nova York, movimento artístico que tinha como membros, Franz Kline e Barnett Newman. Em 1983, Ashton escreveu sobre Mark Rothko, no livro About Rothko, e permanece como referência sobre o artista. O último livro de Ashton, David Rankin: The New York Years, sobre o artista David Rankin foi publicado em 2013.

## Academia
Ashton foi professora de história da arte na Cooper Union em Nova Iorque, e crítica sênior em pintura e gravura em Yale. Ashton recebeu M.A. (Mestre em Artes ou Magister Artium) pela Universidade de Harvard.
Ashton faleceu no dia 30 de janeiro de 2017 aos 88 anos de idade, no Bronx, Nova Iorque.

## Prêmios e honrarias
Ashton recebeu diversos prêmios, incluindo o Guggenheim Foundation Fellowships em 1963 e 1969, o Prêmio Frank J. Mather por crítica de arte pela Associação de Colégio Artístico em 1963 e um Prêmio da Fundação Ford em 1965.